# Ада (аэропорт)
Аэропорт Ада (англ. Ada Airport), (FAA LID: 0D7) — частный гражданский аэропорт, расположенный в 1,85 километрах к северо-западу от центрального делового района города Ада (Огайо), США. Аэропорт находится в частной собственности Кевина А. Мирзежевски (англ. Kevin A. Mierzejewski).

## Операционная деятельность
Аэропорт Ада занимает площадь в 28 гектар, расположен на высоте 289 метров над уровнем моря и эксплуатирует одну взлётно-посадочную полосу:
- 9/27 размерами 596 х 34 метров с торфяным покрытием.

За период с 8 июля 2008 года по 8 июля 2009 года Аэропорт Ада обработал 555 операций взлётов и посадок самолётов (в среднем 46 операций ежемесячно), из них 99 % — пришлось на авиацию общего назначения и 1 % — на рейсы военной авиации. Аэропорт использовался в качестве базы для 17 воздушных судов, из которых 82 % — однодвигательные и 18 % — сверхлёгкие самолёты.